# Kabataş
Kabataş est une ville et un district de la province d'Ordu dans la région de la mer Noire en Turquie.